# Gór
Gór là một thị trấn thuộc hạt Vas, Hungary. Thị trấn này có diện tích 10,99 km², dân số năm 2010 là 314 người, mật độ 29 người/km².